# Yoshihito Fujita
Yoshihito Fujita (藤田 祥史 Fujita Yoshihito?), född 13 april 1983 i Hyōgo prefektur, är en japansk fotbollsspelare.
Fujita började sin karriär 2006 i Sagan Tosu. Efter Sagan Tosu spelade han för Omiya Ardija, Yokohama FC, JEF United Chiba, Yokohama F. Marinos, Shonan Bellmare och Blaublitz Akita. Med Yokohama F. Marinos vann han japanska cupen 2013.